# Star 1466
Star 1466 — среднетоннажный грузовой автомобиль повышенной проходимости производства завода грузовых автомобилей «Star» в городе Стараховице, Польша. Эксплуатировался не только в польской армии, но ещё и в Йемене. Также является гражданской продукцией.

## История
Первый опытный образец был представлен в сентябре 1999 года. Представляет собой преемник автомобиля Star 266.
Кабина, салон и двигатель взяты от немецкой модели MAN M2000.
Производство завершилось в 2006 году.

## В игровой и сувенирной индустрии
Автомобиль Star 1466 присутствует в игре Battlefield 3.